# Servizio postale militare italiano durante la Grande Guerra
Per Servizio postale militare italiano durante la Grande Guerra viene inteso il servizio che aveva per oggetto lo smistamento, la gestione e la consegna della corrispondenza militare da e per i reparti del Regio Esercito Italiano impiegati durante la prima guerra mondiale.

## Storia
Il servizio di posta militare fu formalmente istituito nel 1913 con il Regio Decreto 1513, anche se, va detto, è dal 1896 che all'interno dell' Regio Esercito si è sviluppato un servizio autonomo di posta militare.
Tuttavia, è nel 1915 con il Regio Decreto 655 che prese definitivamente forma.
Venne creata la Direzione Superiore della Posta Militare, presso l'Intendenza Generale dell'Esercito. Il servizio si articolava sul territorio grazie ad un ufficio presso il Comando supremo militare italiano, 4 Direzioni d'Armata, 4 uffici presso i Comandi delle quattro Armate, 14 uffici di Corpo d'Armata, 41 uffici di Divisione, un ufficio presso la Zona Carnia.  A questi vanno considerati gli uffici postali sul campo, la vera rete del servizio postale militare. Lo smistamento della corrispondenza sarebbe stato gestito presso l'Ufficio di Concentramento di Bologna.
Poche settimane più tardi, fu aperto anche l'Ufficio di Concentramento di Treviso. Bologna si sarebbe occupata del flusso dall'Italia verso il fronte, mentre Treviso raccoglieva le missive provenienti dalle zone di guerra e dirette in Italia. Questi due uffici ricevevano e liquidavano ai destinatari anche i vaglia postali inviati da e per i teatri operativi e si occupavano del controllo di censura sul contenuto delle missive, insieme alle Commissioni di Censura Reggimentale inquadrate nei reparti in trincea. A Treviso, si insediò anche la Direzione Superiore. Uffici di Concentramento secondari erano presenti anche a Napoli (competente per la Macedonia), Bari (lettere e cartoline in Albania e Macedonia, dopo la chiusura di Napoli), Taranto (solo per i pacchi in Albania). Altri distaccamenti di posta militare erano a Genova, Milano e ancora Bologna, per la censura della corrispondenza militare inviata all'estero, rispettivamente verso America, Svizzera e resto del mondo (ad esempio, rivolta a italiani prigionieri di guerra).
In seguito alla Battaglia di Caporetto, nel 1917, Treviso venne chiuso e le sue attività furono concentrate a Bologna.
Nel 1923 la posta militare cessò di funzionare e si procedette alla smobilitazione.

## Funzionamento
La famiglia doveva solamente scrivere sulla busta il nome ed il cognome del destinatario, grado e qualifica, nonché l'unità di appartenenza, ricordando di apporre la dicitura Zona di Guerra. Per evitare, infatti, che eventuali spie nemiche riportassero indicazioni sulla dislocazione delle truppe sul territorio, non potevano essere riportati i nomi delle località in cui il congiunto era dispiegato. Allo stesso modo, al militare era proibito menzionare il luogo da cui scriveva e l'invio di cartoline illustrative dei paesaggi o di fotografie.
I soldati avevano la possibilità di spedire corrispondenza in franchigia e gratuitamente tramite le apposite cartoline dell’Esercito: diversamente era prevista una tariffa agevolata, così come per le famiglie.
Furono gestiti 3.99 miliardi di lettere ordinarie, 20 milioni di raccomandate, 9 milioni di pacchi e 30 milioni di vaglia postali. 1100 gli impiegati civili inseriti nei ranghi militari.

## Fonti
- museowalterrama.it
- gruppoalpininoviligure.org
- iisvittorioveneto.gov.it